# 2045 Peking
A 2045 Peking (ideiglenes jelöléssel 1964 TB1) a Naprendszer kisbolygóövében található aszteroida. A Bíbor-hegyi Obszervatórium fedezte fel 1964. október 8-án.